# 小行星4432
小行星4432（英語：4432 McGraw-Hill）是一颗围绕太阳公转的小行星。1981年3月2日，舒爾特·巴斯在赛丁泉山发现了此天体。
这颗小行星的绝对星等为246.67787等。